# Melomys fulgens
Melomys fulgens є видом гризунів родини Muridae. Зустрічається лише на південному узбережжі острова Серам в Індонезії. Колись вважалося, що це підвид Melomys leucogaster, але згодом його підняли до повного видового рівня. Він відрізняється від цього виду тим, що має значно довший хвіст без луски з мозолистим кінчиком, який, ймовірно, є чіпким і використовується під час лазіння по деревах.

## Морфологічна характеристика
Гризун середнього розміру, довжина голови й тулуба 150 мм, довжина хвоста 200—205 мм, довжина лапи 34 мм, довжина вух 17–19 мм. Верхні частини яскраво-помаранчево-коричневі, а черевні частини кремово-білі. Хвіст довший за голову й тулуб, чіпкий, рівномірно темний і вкритий 13 кільцями лусочок на сантиметр.

## Поведінка
Це деревний вид.